# Enos (Livro de Mórmon)
Enos (em hebraico:  אֱנוֹשׁ), segundo o Livro de Mórmon, foi um profeta nefita e autor do Livro de Enos. Foi filho ou neto de Jacó e supostamente viveu em algum momento do século VI a.C.

## Genealogia
| Jacó   |        |        |        |        |        |  |  |          |        |        |        |        |        |  |  |  |  |  |  |  |  |  |  |  |  |  |  |
|        |        |        |        |        |        |  |  |          |        |        |        |        |        |  |  |  |  |  |  |  |  |  |  |  |  |  |  |
| Enos   |        |        |        |        |        |  |  |          |        |        |        |        |        |  |  |  |  |  |  |  |  |  |  |  |  |  |  |
|        |        |        |        |        |        |  |  |          |        |        |        |        |        |  |  |  |  |  |  |  |  |  |  |  |  |  |  |
| Jarom  |        |        |        |        |        |  |  |          |        |        |        |        |        |  |  |  |  |  |  |  |  |  |  |  |  |  |  |
|        |        |        |        |        |        |  |  |          |        |        |        |        |        |  |  |  |  |  |  |  |  |  |  |  |  |  |  |
| Ômni   |        |        |        |        |        |  |  |          |        |        |        |        |        |  |  |  |  |  |  |  |  |  |  |  |  |  |  |
|        |        |        |        |        |        |  |  |          |        |        |        |        |        |  |  |  |  |  |  |  |  |  |  |  |  |  |  |
|        |        |        |        |        |        |  |  |          |        |        |        |        |        |  |  |  |  |  |  |  |  |  |  |  |  |  |  |
| Amaron | Amaron | Amaron | Amaron | Amaron | Amaron |  |  | Quêmis   | Quêmis | Quêmis | Quêmis | Quêmis | Quêmis |  |  |  |  |  |  |  |  |  |  |  |  |  |  |
| Amaron | Amaron | Amaron | Amaron | Amaron | Amaron |  |  | Quêmis   | Quêmis | Quêmis | Quêmis | Quêmis | Quêmis |  |  |  |  |  |  |  |  |  |  |  |  |  |  |
|        |        |        |        |        |        |  |  | Abinadom |        |        |        |        |        |  |  |  |  |  |  |  |  |  |  |  |  |  |  |
|        |        |        |        |        |        |  |  |          |        |        |        |        |        |  |  |  |  |  |  |  |  |  |  |  |  |  |  |
|        |        |        |        |        |        |  |  | Amaléqui |        |        |        |        |        |  |  |  |  |  |  |  |  |  |  |  |  |  |  |

Ou, alternativamente:
| Jacó   |        |        |        |        |        |  |  |          |        |        |        |        |        |  |  |  |  |  |  |  |  |  |  |  |  |  |  |
|        |        |        |        |        |        |  |  |          |        |        |        |        |        |  |  |  |  |  |  |  |  |  |  |  |  |  |  |
| Enos   |        |        |        |        |        |  |  |          |        |        |        |        |        |  |  |  |  |  |  |  |  |  |  |  |  |  |  |
|        |        |        |        |        |        |  |  |          |        |        |        |        |        |  |  |  |  |  |  |  |  |  |  |  |  |  |  |
| Enos   |        |        |        |        |        |  |  |          |        |        |        |        |        |  |  |  |  |  |  |  |  |  |  |  |  |  |  |
|        |        |        |        |        |        |  |  |          |        |        |        |        |        |  |  |  |  |  |  |  |  |  |  |  |  |  |  |
| Jarom  |        |        |        |        |        |  |  |          |        |        |        |        |        |  |  |  |  |  |  |  |  |  |  |  |  |  |  |
|        |        |        |        |        |        |  |  |          |        |        |        |        |        |  |  |  |  |  |  |  |  |  |  |  |  |  |  |
| Ômni   |        |        |        |        |        |  |  |          |        |        |        |        |        |  |  |  |  |  |  |  |  |  |  |  |  |  |  |
|        |        |        |        |        |        |  |  |          |        |        |        |        |        |  |  |  |  |  |  |  |  |  |  |  |  |  |  |
|        |        |        |        |        |        |  |  |          |        |        |        |        |        |  |  |  |  |  |  |  |  |  |  |  |  |  |  |
| Amaron | Amaron | Amaron | Amaron | Amaron | Amaron |  |  | Quêmis   | Quêmis | Quêmis | Quêmis | Quêmis | Quêmis |  |  |  |  |  |  |  |  |  |  |  |  |  |  |
| Amaron | Amaron | Amaron | Amaron | Amaron | Amaron |  |  | Quêmis   | Quêmis | Quêmis | Quêmis | Quêmis | Quêmis |  |  |  |  |  |  |  |  |  |  |  |  |  |  |
|        |        |        |        |        |        |  |  | Abinadom |        |        |        |        |        |  |  |  |  |  |  |  |  |  |  |  |  |  |  |
|        |        |        |        |        |        |  |  |          |        |        |        |        |        |  |  |  |  |  |  |  |  |  |  |  |  |  |  |
|        |        |        |        |        |        |  |  | Amaléqui |        |        |        |        |        |  |  |  |  |  |  |  |  |  |  |  |  |  |  |

## Manutenção de registros nefitas
Conforme a narrativa do Livro de Mórmon, Enos foi o terceiro na série de mantenedores de registros que mantiveram o registro dos nefitas, um conjunto de placas de metal contendo a história espiritual e secular dos nefitas. Enos foi encarregado do registro por seu pai, Jacó, filho de Leí e irmão de Néfi. Tanto Néfi quanto Jacó haviam mantido o registro anteriormente, registrando Primeiro e Segundo Néfi e o Livro de Jacó, respectivamente. A contribuição de Enos para o registro, o Livro de Enos, consiste em um único capítulo, contado na primeira pessoa, descrevendo sua própria conversão e ministério subsequente.
Após a morte de Enos, o registro dos nefitas foi mantido pelo filho de Enos, Jarom.

## Vida pessoal
Nenhum detalhe da infância de Enos é fornecido, exceto que ele foi ensinado por seu pai "na disciplina e na admoestação do Senhor". Como Enos começa sua história contando sobre a "luta que travei perante Deus antes de receber a remissão de meus pecados", às vezes é assumido que ele havia se rebelado antes daquele tempo. O Presidente Spencer W. Kimball disse: "Como muitos filhos de boas famílias, ele se desviou. Quão hediondos foram seus pecados, eu não sei, mas devem ter sido graves".

## Conversão
Enos relata que, enquanto caçava feras na floresta, sua "alma ficou faminta" e ele se ajoelhou e orou por perdão. Sua oração continuou durante todo o dia e noite, até que ouviu uma voz que dizia: "Enos, perdoados são os teus pecados e tu serás abençoado".
Tendo obtido o perdão pessoal, Enos continuou a orar em nome de seu povo, os nefitas, e foi informado de que eles seriam abençoados "segundo a sua diligência em guardar meus mandamentos (de Deus)". Com sua fé fortalecida por essas revelações, ele começou a orar por "[seus] irmãos, os lamanitas", que haviam se afastado dos nefitas e agora eram seus inimigos. Ele recebeu a promessa de que o registro dos nefitas seria preservado e seria levado aos lamanitas no "próprio e devido tempo" de Deus.

## Ministério
Após essa poderosa conversão, Enos profetizou aos nefitas. Ele testifica que os nefitas tentaram "reconduzir os lamanitas à verdadeira fé em Deus", mas não tiveram sucesso. Ele descreve os lamanitas como tendo se tornado "selvagens e ferozes e um povo sanguinário". Os nefitas, em contraste, são diligentes na agricultura e no pastoreio, mas Enos deixa claro que eles eram "obstinados" e que a pregação contínua da palavra de Deus era necessária para impedi-los de que se "precipitassem rapidamente na destruição".
No final do seu relato, Enos testifica da sua fé inabalável no seu Redentor.

## Possível origem do nome
O nome "Enos" ou "Enosh" (em hebraico:  אֱנוֹשׁ) aparece em pelo menos dois livros da Bíblia. Significa "homem mortal", em hebraico, que Hugh Nibley observa como sendo semelhante em definição ao nome "Adão".
No Livro do Gênesis, Enos é o primeiro filho de Sete que figura nas Gerações de Adão, e consequentemente referido nas genealogias de Crônicas, e na genealogia de Jesus no Evangelho segundo Lucas.